# Marhamat
Marhamat (uzb. cyr.: Марҳамат; ros.: Мархамат, Marchamat) – miasto we wschodnim Uzbekistanie, w wilajecie andiżańskim, siedziba administracyjna tumanu Marhamat. W 1989 roku liczyło ok. 11 tys. mieszkańców. Ośrodek przemysłu elektrotechnicznego i włókienniczego.
Pierwotnie miejscowość nosiła nazwę Russkoje Sieło. W 1974 roku wraz z nadaniem praw miejskich otrzymała obecną nazwę.